# Tomoplagia biseriata
Tomoplagia biseriata är en tvåvingeart som först beskrevs av Friedrich Hermann Loew 1873.  Tomoplagia biseriata ingår i släktet Tomoplagia och familjen borrflugor. Inga underarter finns listade i Catalogue of Life.